# Callinicus pollenius
Callinicus pollenius là một loài ruồi trong họ Asilidae. Callinicus pollenius được Cole miêu tả năm 1919. Loài này phân bố ở vùng Tân Bắc giới.